# Ángela Tenorio
Pour les articles homonymes, voir Tenorio.
Ángela Gabriela Tenorio Micolta (née le 27 janvier 1996 à Lago Agrio) est une athlète équatorienne, spécialiste du sprint.

## Biographie
Lors des championnats d'Amérique du Sud juniors 2013, Ángela Tenorio remporte le titre sur 100, 200 et 4 × 100 mètres, exploit qu'elle réédite, avec l'argent au lieu de l'or pour le relais, lors des championnats suivants en 2015 à Cuenca. 
Elle remporte la médaille de bronze du 100 m lors des Championnats du monde d'athlétisme jeunesse en 2013 mais également l'argent sur 200 m. Un an plus tard, elle est vice-championne du monde junior sur le 100 m (11 s 39) et médaillée de bronze au 200 m (23 s 15).
Durant les Jeux panaméricains 2015, elle bat le record d'Amérique du Sud sur 100 mètres avec 10 s 99 et termine deuxième de la course avant de se classer cinquième de la finale du 200 m (22 s 88).
Elle ne participe pas aux Championnats du monde de Pékin en août 2015 car son visa n'est pas arrivé à temps. En 2017 lors des Championnats du monde d'athlétisme de Londres, elle termine cinquième de sa série avec un temps de 11 s 33, échouant à un centième de seconde de la qualification pour les demi-finales.

## Palmarès
| Date | Compétition                            | Lieu           | Résultat | Épreuve   | Temps         |
| ---- | -------------------------------------- | -------------- | -------- | --------- | ------------- |
| 2012 | Championnats ibéro-américains          | Barquisimeto   | 6e       | 4 × 100 m | 46 s 58       |
| 2013 | Jeux Bolivariens                       | Trujillo       | 1re      | 100 m     | 11 s 47       |
| 2013 | Jeux Bolivariens                       | Trujillo       | 3e       | 200 m     | 23 s 68       |
| 2013 | Jeux Bolivariens                       | Trujillo       | 3e       | 4 × 100 m | 44 s 29       |
| 2013 | Championnats du monde jeunesse         | Donetsk        | 3e       | 100 m     | 11 s 41       |
| 2013 | Championnats du monde jeunesse         | Donetsk        | 2e       | 200 m     | 23 s 13       |
| 2013 | Championnats panaméricains juniors     | Medellín       | 3e       | 100 m     | 11 s 37       |
| 2013 | Championnats panaméricains juniors     | Medellín       | 2e       | 200 m     | 23 s 34       |
| 2013 | Championnats d'Amérique du Sud juniors | Resistencia    | 1re      | 100 m     | 11 s 24       |
| 2013 | Championnats d'Amérique du Sud juniors | Resistencia    | 1re      | 200 m     | 23 s 35       |
| 2013 | Championnats d'Amérique du Sud juniors | Resistencia    | 1re      | 4 × 100 m | 45 s 53       |
| 2014 | Championnats du monde juniors          | Eugene         | 2e       | 100 m     | 11 s 39       |
| 2014 | Championnats du monde juniors          | Eugene         | 3e       | 200 m     | 23 s 15       |
| 2015 | Championnats d'Amérique du Sud juniors | Cuenca         | 1re      | 100 m     | 11 s 09       |
| 2015 | Championnats d'Amérique du Sud juniors | Cuenca         | 1re      | 200 m     | 22 s 84       |
| 2015 | Championnats d'Amérique du Sud juniors | Cuenca         | 2e       | 4 × 100 m | 44 s 88       |
| 2015 | Jeux panaméricains                     | Toronto        | 2e       | 100 m     | 10 s 99       |
| 2015 | Jeux panaméricains                     | Toronto        | 4e       | 200 m     | 22 s 88       |
| 2016 | Championnats ibéro-américains          | Rio de Janeiro | 2e       | 100 m     | 11 s 29       |
| 2016 | Championnats ibéro-américains          | Rio de Janeiro | 2e       | 200 m     | 23 s 13       |
| 2017 | Championnats d'Amérique du Sud         | Luque          | 1re      | 100 m     | 11 s 02       |
| 2017 | Championnats d'Amérique du Sud         | Luque          | 2e       | 200 m     | 22 s 90       |
| 2017 | Championnats d'Amérique du Sud         | Luque          | 3e       | 4 x 100 m | 44 s 53       |
| 2017 | Jeux Bolivariens                       | Santa Marta    | 1re      | 100 m     | 11 s 26       |
| 2017 | Jeux Bolivariens                       | Santa Marta    | 2e       | 200 m     | 23 s 63       |
| 2017 | Jeux Bolivariens                       | Santa Marta    | 2e       | 4 × 100 m | 45 s 15       |
| 2018 | Jeux sud-américains                    | Cochabamba     | 2e       | 100 m     | 11 s 13       |
| 2018 | Jeux sud-américains                    | Cochabamba     | 2e       | 200 m     | 23 s 07       |
| 2018 | Coupe continentale                     | Ostrava        | 5e       | 100 m     | 11 s 44       |
| 2018 | Coupe continentale                     | Ostrava        | 1re      | 4 x 100 m | 42 s 11       |
| 2019 | Relais mondiaux de l'IAAF              | Yokohama       | 6e       | 4 x 200 m | 1 min 35 s 91 |
| 2019 | Jeux panaméricains                     | Lima           | 4e       | 100 m     | 11 s 34       |
| 2019 | Jeux panaméricains                     | Lima           | 6e       | 200 m     | 23 s 08       |
| 2023 | Championnats d'Amérique du Sud         | São Paulo      | 2e       | 100 m     | 11 s 30       |
| 2024 | Championnats ibéro-américains          | Cuiabá         | 3e       | 100 m     | 11 s 26       |

## Records
| Épreuve    | Temps   | Lieu    | Date            |
| ---------- | ------- | ------- | --------------- |
| 100 mètres | 10 s 99 | Toronto | 22 juillet 2015 |
| 200 mètres | 22 s 84 | Cuenca  | 31 mai 2015     |